# Bărbuncești, Buzău
Bărbuncești este un sat în comuna Tisău din județul Buzău, Muntenia, România. Se află în depresiunea Nișcov, în vestul județului, în Subcarpații de Curbură.